# Chrysometa xavantina
Chrysometa xavantina là một loài nhện trong họ Tetragnathidae.
Loài này thuộc chi Chrysometa. Chrysometa xavantina được Herbert W. Levi miêu tả năm 1986.